# He Jifeng

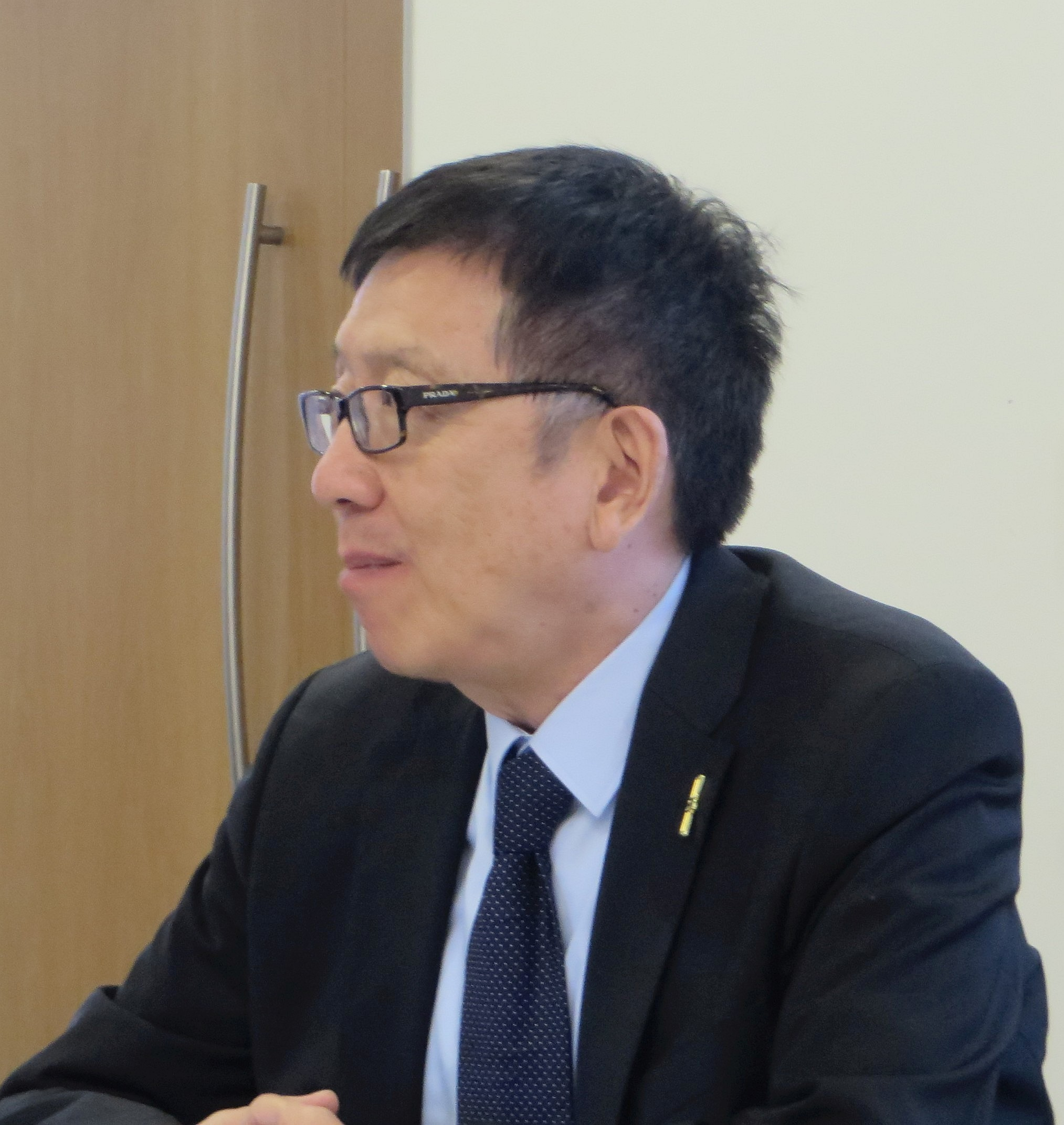
El profesor Jifeng He en un evento del grupo BCS-FACS en la oficina de BCS en Londres, en 2018.

He Jifeng, chino simplificado: 何积丰, chino tradicional: 何積豐, pinyin: Hé Jīfēng ( Shanghái, 1943 ) es un informático teórico chino.

## Biografía
He Jifeng nació en Shanghái, en agosto de 1943. Se graduó en matemática por la Universidad Fudan en 1965. De 1965 a 1985, fue profesor en la Universidad Normal del Este de China. Entre 1980 y 1981, tuvo una beca de en la Universidad de Stanford y en la Universidad de San Francisco en California, USA.
De 1984 a 1998, He Jifeng fue investigador Senior del Programming Research Group en el Laboratorio de Informática de la Universidad de Oxford. Trabajó intensamente en aspectos formales de informática. En particular, trabajó con el Prof. Sir Tony Hoare, en teorías unificadoras de programación, dando como resultado un libro con ese nombre.
Desde 1986, He Jifeng has sido Professor de Informática en la Universidad Normal del Este de China en Shanghái. En 1996, se convirtió también en Professor de Informática en la Universidad de Shanghái Jiao Tong.
En 1998, fue Investigador Senior del Instituto Internacional para Tecnología de Software (UNU-IIST), Universidad de Naciones Unidas, establecida en Macao. El regresó a Shanghái en el año 2005.
Los temas de interés investigatorios de He Jifeng's incluyen métodos sonoros para la especificación de sistemas informáticos, comunicaciones, aplicación y estándares, y técnicas para el diseño y la aplicación de dichas especificaciones en el software y / o hardware con una alta fiabilidad.
He es también miembro de la Academia China de las Ciencias.

## Obras
He Jifeng ha escrito un gran número de libros de informática, qu3 incluyen:.
- He Jifeng, Provably Correct Systems: Modelling of Communication Languages and Design of Optimized Compilers. McGraw-Hill International Series in Software, 1995. ISBN 978-0-07-709052-4.
- C.A.R. Hoare and He Jifeng, Unified Theories of Programming. Prentice Hall International Series in Computer Science, 1998. ISBN 978-0-13-458761-5.
- Zhiming Liu and He Jifeng, Mathematical Frameworks for Component Software: Models for Analysis and Synthesis. World Scientific Publishing Company, Series on Component-Based Software Development, 2007. ISBN 978-981-270-017-9.